# Grafton, Vermont
Grafton är en kommun (town) i Windham County i delstaten Vermont, USA. Vid folkräkningen år 2000 bodde 649 personer på orten. Den har enligt United States Census Bureau en area på totalt 99,5 km².  